# Ernst Jacobi
Ernst Jacobi, ursprungligen Ernst Gerhard Ludwig Jacobi-Scherbening, född 11 juli 1933 i Berlin, Tyskland, död 23 juni 2022 i Wien, Österrike, var en tysk skådespelare.

## Filmografi i urval
- 1956 – Förvildad ungdom – Fritz
- 1979 – Blecktrumman – gauleiter Löbsack
- 1980 – Tyskland bleka moder – Hans
- 1989 – Familjen Bertini (TV-miniserie)
- 1995 – Pakten – Leonard Haas
- 1996 – Hamsun – Adolf Hitler
- 2009 – Det vita bandet (berättarröst)